# Budenheim
Budenheim – gmina bezzwiązkowa (niem. verbandsfreie Gemeinde) w Niemczech, w kraju związkowym Nadrenia-Palatynat, w powiecie Mainz-Bingen. Liczy 8488 mieszkańców (31 grudnia 2009).